# Stumpffia kibomena
Stumpffia kibomena é uma espécie de anfíbio anuros da família Microhylidae. Está presente em Madagáscar. A UICN classificou-a como pouco preocupante.